# Унів
Унів (у 1946—2003 роках — Міжгір'я) — село в Україні, у Перемишлянській міській об'єднаній територіальній громаді Львівському районі Львівської області. У селі є чинна Свято-Успенська Лавра отців студитів Української Греко-Католицької Церкви.

## Історія

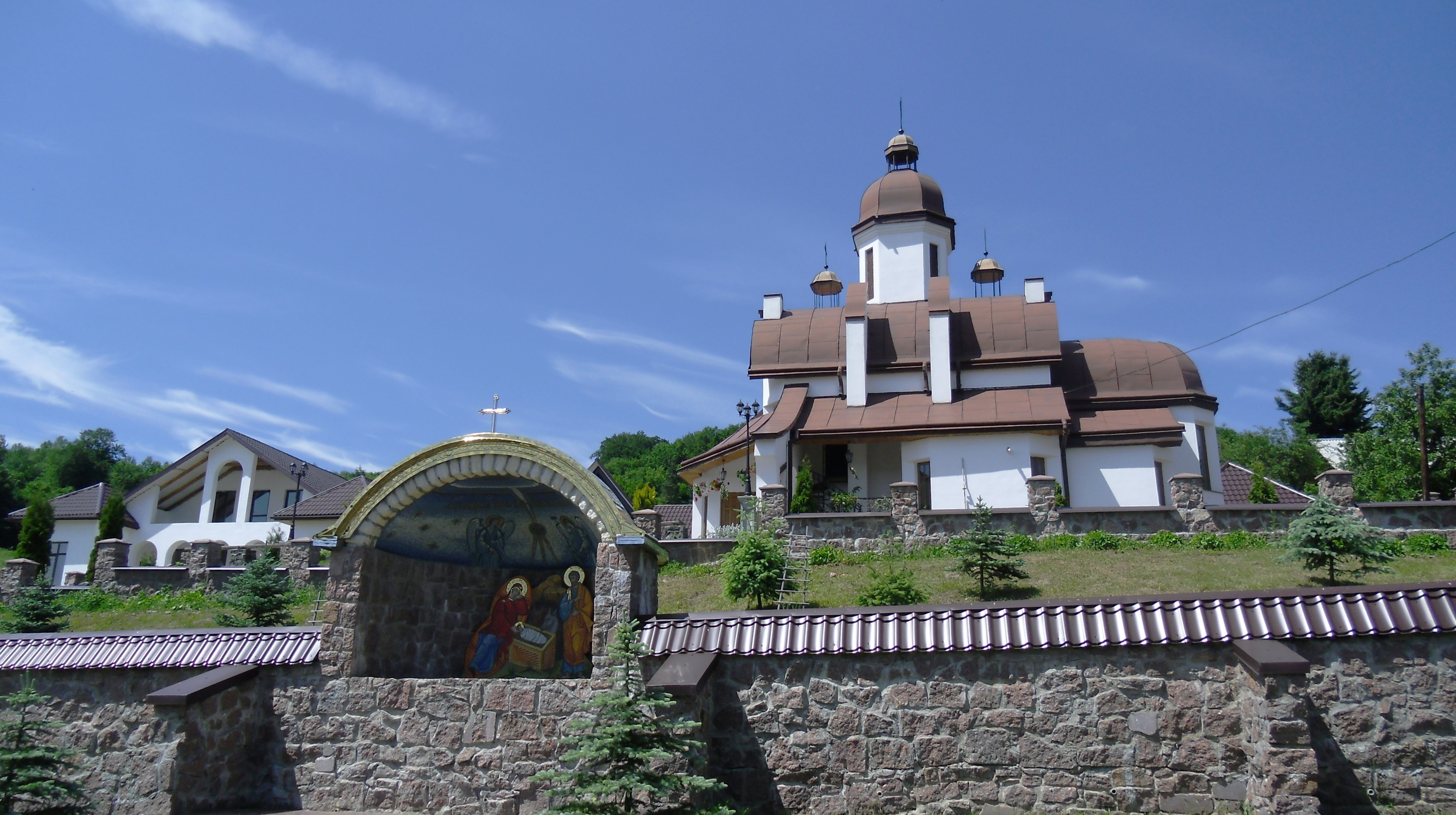
Храм Вознесіння Господнього

### Монастир
В Уневі з XIV століття діяв монастир (за даними польських дослідників, василіянський, заснований князем Федором Любартовичем), Успіння Богородиці з оборонними мурами, спершу православний, а у 1700—1790 роках — належав до Василіянського Чину. Відомо, що в цьому прекрасно збереженому оборонному монастирі в 1606 р. перебував Іван Вишенський і написав там «Посланіє до стариці Домініканії». Зведено споруду, найімовірніше, у XV столітті.
У XVIII столітті — це один з найважливіших монастирів у Галичині; згодом він занепав.
У 1919 року митрополит А. Шептицький переніс до Унева осередок Студитів з осідком ігуменату. Серед іншого тут було розвинено маля́рську школу, палітурню, а з 1935 року друковано церковно-релігійний місячник «Промінчик Сонця Любови». За радянської влади, після арешту та ув'язнення керівництва монастиря, там було спочатку створено концентраційний табір для ченців різних спільнот УГКЦ, які відмовилися приєднатися до РПЦ, а потім — влаштовано інтернат для осіб похилого віку та інвалідів, де перебувало більше 300 старих та розумово відсталих осіб.
До Унева було проведено електрику, а згодом — газ. Побудовано дорогу з твердим покриттям. Після розпаду СРСР монахи спочатку не могли повернутися до монастиря, але в 1993 р. монасти́р повернули власникам.
У 2005 році в селі відкрили меморіальну таблицю на честь митрополита Андрея і блаженного архимандрита Климентія Шептицьких за порятунок єврейських, українських та польських дітей під час другої світової війни.

### Унівська друкарня
1618 року ігумен Кирило Транквіліон-Ставровецький почав друкувати на пересувній друкарні «Зерцало богословія».
В 1648—1770 рр. при лаврі діяла Унівська друкарня, де було надруковано ряд відомих стародруків.
Тут працювали українські друкарі Андрій Скольський, Дмитро Кульчицький, Симеон Ставницький, а книжки прикрашали гравюрами Іллі, М. Зубрицького, Є. Завадовського, Мини, М. Фуглевича.
Справжню друкарню в Уневі заснував львівський єпископ Арсеній Желиборський, який перевіз сюди львівську друкарню, з 1646 року в ній працював відомий друкар Андрій Скульський.
В Уневі видано «Псалтир», «Пѣтныи Акафісты» (1660). Опіку над унівською друкарнею продовжував архимандрит Варлаам Шептицький (1670—1710), за якого друкарі Симеон і Василь Ставницькі видали «Выкладъ о церкви святой» (1670), а Дмитро Кульчицький «Псалтир» (1678). У 1673 році в унівській друкарні молдавський митрополит Дософтей (Доситей) Барила видав румунською мовою кирилицею відомий віршований «Псалтир» («Psaltirea pre versuri tocmită») за зразком Я. Кохановського, «Акафісти» (1673) і «Літургіон» (1679), перекладені з українських видань. За єпископа Афанасія Шептицького (1722—46) в унівській друкарні видано «Собраніє припадковіъ» (1732) і «Служебникъ» (1733). За весь час в унівській друкарні було видано близько 60 книг, друк яких відзначався добрим поліграфічним виконанням. У 1770 році унівська друкарня занепала через суперництво Львівського Ставропігійського Братства.

### Унівський бій

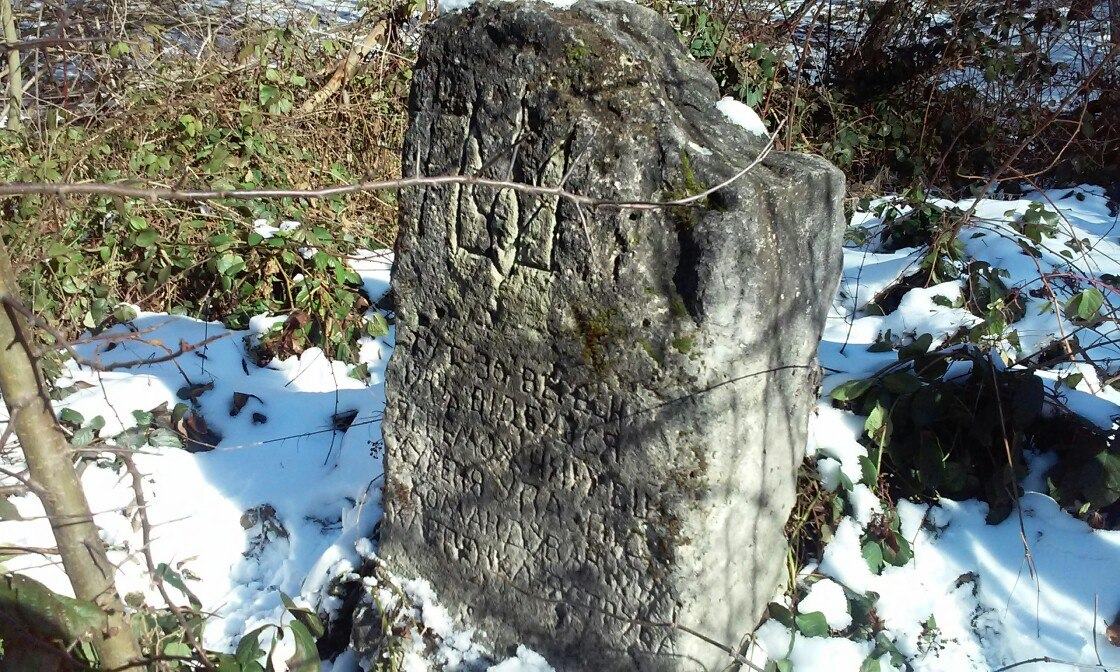
Пам'ятка в лісі між с. Словіта та с. Унів встановлена з нагоди Унівського бою.

Бій відбувся наприкінці вересня 1944 року, біля монастиря Унівська лавра. З боку УПА бій прийняв курінь «Сіроманців» та сотня «Коса», більшовики застосували важку зброю, включно з танками та розвідувальними літаками. Після дводенної масакри відділ УПА щасливо відійшов, але на полі бою залишилося з обидвох сторін багато вояків.
Про бій під Уневом згадано у передріздвяному привітанні Головного командування УПА Романа Шухевича, нарівні з Гурбами.
Між селами Словіта та Унів глибоко в лісі збереглася пам'ятка цих героїчних подій. Це камінь-пісковик з викарбуваними словами: «Тут 30 вересня відбувся переможний бій куреня УПА під командуванням Карпенка Яс».

## Населення

### Мова
Розподіл населення за рідною мовою за даними перепису 2001 року:
| Мова       | Кількість | Відсоток |
| ---------- | --------- | -------- |
| українська | 464       | 99.14%   |
| російська  | 4         | 0.86%    |
| Усього     | 468       | 100%     |

## Відомі люди
- княжна Олександра — донька київського князя Андрія Івановича, була похована в монастирській церкві.[2]
- Роалд Гоффман — хімік, поет, драматург, лауреат Нобелівської премії, переховувався в селі від нацистів під час другої Світової війни[7][8]
- Микола Дюк — місцевий вчитель, переховував євреїв від нацистів під час другої Світової війни.[7]
- Підківка Олег Михайлович (* 1947) — заслужений працівник культури України, голова Старосамбірської аматорської спілки композиторів, член Національної спілки композиторів України.

### Історія
Перша писемна згадка про село Унів відноситься до 1395 року, коли польський король Владислав II Ягайло видав одну із своїх грамот, перебуваючи у Глинянах, неподалік «загальновідомого монастиря в Уневі».
1875 року — унівська школа стає філіальною. 1888 р. — місцева громада будує мурований будинок для школи З 1899 р школа в Уневі стає двокласною. В 1901р вчителями в селі були: Бохманюк Ян, Детрич Казимир.
1880 року в селі мешкає 768 осіб: 607 греко-католиків, 75 римо-католиків, 71 юдей, 15 протестантів.
У 1927 році в селі мешкало 1115 осіб

### Археологічні дослідження
Під час археологічних досліджень однієї із чернечих келій-землянок на Чернечій (Черничій) горі в Уневі у 2001 році на долівці, яка сягала глибини 1,8-1,95 м від рівня сучасної поверхні, знайдено багато цікавих та цінних історичних речей господарсько-побутового, виробничого та культового призначення. Однак особливу увагу серед виявлених знахідок привернув невеликий натільний хрестик. Він був виготовлений з мідно-бронзового сплаву.
Найбільшу увагу привертає зображення та напис, які виконано на аверсі та реверсі хрестика. Написи виконано у вигляді комбінації христограми та священної монограми. Крім цього, літери напису нанесено у колечках — давніх християнських символах вічності. Крім цього, на аверсі хрестика відзначено одночасне символізоване поєднання зображення двох типів православних хрестів — з традиційним прямим та перехресним раменом. Традиційно появу хрестів із перехресними раменами на Русі пов'язують з Андрієм Первозванним, тобто з першими, найранішими спробами християнізувати землі східних слов'ян. У середній частині зображеного хреста нанесено символічний ковчег-спаситель, що ніби підпирається символізованими водами на раменах хрестика. У нижній частині, де стоїть основа зображеного на хрестику православного хреста, відзначено затонуле судно. Ще нижче під затонулим судном у розрізі показано могилу, у якій чітко видніється людський череп. Під людським черепом, на найнижчій частині виробу старослов'янською мовою нанесено три великі літери — МЛБ. Зміст цього скороченого означення — Мъсто Лобное Бысть. На краях рамен хрестика, на його аверсі у кружальцях у традиційній умовній християнській абревіатурі скорочень старослов'янським шрифтом нанесено звеличувальний напис. Починати читати його слід з верхнього кружальця, у яке внесено в скороченні слово ЦР (цар). Зліва та справа — ІС та ХС — тобто Ісус Христос. На реверсі хрестика напис виконано у шістьох кружальцях. Його також зроблено старослов'янським шрифтом, однак уже більшими за розміром літерами, ніж на аверсі. Крім цього, центральне кружальце має двоступеневий рівень напису. Читання легенди також слід починати зверху й зліва направо. Отже, у верхньому кружальці маємо КРЕ дальше зліва СТ, у верхньому рядку середнього кружальця зверху УТВ, а знизу ОЄМ. У кружальці на рамені із правого боку нанесено УП. На основі хреста у двох наступних кружальцях читаємо ОКЛ та АН. Загалом отримуємо КРЕСТУ ТВОЄМУ ПОКЛАН…
Це скорочений варіант доволі поширеного християнського напису. У повному варіанті напис має наступне значення: «Кресту твоєму поклоняємся, Владико і Святое Воскресеніє Твоє славим». Таким чином, завдяки археологічним дослідженням в Уневі виявлено цінну історичну знахідку, яка є важливим надбанням нашого народу.